# Rachanon Kanyathong
Rachanon Kanyathong (thailändisch รชานนท์ กันยาทอง; * 3. Januar 1992 in Udon Thani), auch als Bej bekannt, ist ein thailändischer Fußballspieler.

## Karriere
Rachanon Kanyathong erlernte das Fußballspielen in der Collegemannschaft des Assumption College in Si Racha. Seinen ersten Vertrag unterschrieb er 2012 beim Erstligisten Chonburi FC in Chonburi. Die Saison 2013 und 2014 wurde er an den Ligakonkurrenten Songkhla United FC aus Songkhla ausgeliehen. 2015 erfolgte eine Ausleihe nach Chainat zum ebenfalls in der Thai Premier League spielenden Chainat Hornbill FC. 2016 wechselte er nach Rayong zum Zweitligisten PTT Rayong FC. Nach 37 Spielen wechselte er 2018 zum Erstligisten Chiangrai United, einem Verein, der in Chiangrai, im Norden des Landes, beheimatet ist. Von Chiangrai wurde er umgehend an den Zweitligisten Chiangmai FC ausgeliehen. Mit dem Club aus Chiangmai wurde er am Ende der Saison Tabellendritter und stieg somit in die Erste Liga auf. 2019 nahm ihn der Zweitligist Samut Sakhon FC unter Vertrag. Nach der Hinserie wechselte er zur Rückserie nach Rayong. Hier schloss er sich dem Zweitligisten Rayong FC an. Mit dem Club belegte er wieder den dritten Tabellenplatz und stieg abermals in die Thai League auf. Für Rayong spielte er 2019 elfmal in der ersten Liga. 2020 verließ er Rayong und wechselte zum Zweitligisten Lampang FC nach Lampang. Für Lampang stand er 2020 einmal gegen den Navy FC auf dem Spielfeld. Am 1. Januar 2021 unterschrieb er einen Vertrag beim Drittligisten Udon United FC. Mit dem Verein aus Udon Thani spielte er in der dritten Liga. Nach Saisonende wechselte er im Mai 2021 zum Zweitligaaufsteiger Muangkan United FC. Für den Zweitligisten aus Kanchanaburi stand er 27-mal in der zweiten Liga auf dem Spielfeld. Nach einer Saison verließ er Kanchanaburi und schloss sich im Juni 2022 dem Erstligaabsteiger Suphanburi FC an. Nach zwei Spielzeiten, in denen er 54 Ligaspielel bestritt, wechselte er im Juli 2024 zum Ligakonkurrenten Chanthaburi FC. Nach einem Ligaspiel wurde sein Vertrag nach der Hinrunde im Januar 2025 nicht verlängert.

## Erfolge
Chonburi FC
- Thailändischer Vizemeister: 2012

Chiangmai FC
- Thai League 2: 2018 – 3. Platz  ▲

Rayong FC
- Thai League 2: 2019 – 3. Platz  ▲